# Odma urazowa opłucnej
Odma urazowa opłucnej (łac. pneumothorax traumaticus) – choroba opłucnej, będąca wynikiem przedostania się powietrza do jamy opłucnej, w wyniku urazu. Ze względu na panujące jamie opłucnej podciśnienie, powietrze wnika do jamy opłucnej rozszerzając ją, a płuco ulega zapadnięciu. Zniesienie ujemnego ciśnienia względnego w opłucnej uniemożliwia prawidłową wymianę oddechową w tym płucu. 
Zależnie od połączenia jamy opłucnej z atmosferą, wyróżnia się trzy rodzaje odm:
1. odma zamknięta – oznacza obecność pewnej ilości powietrza w opłucnej, bez możliwości swobodnego przechodzenia do atmosfery i z powrotem. Podczas urazu powietrze wtargnęło do jamy opłucnej, a następnie rana tworząca wrota wejścia powietrza zamknęła się, nie dopuszczając do dalszego napływu powietrza. Jest to najłagodniejsza forma odmy.
2. odma otwarta – w wyniku urazu dochodzi do pełnej łączności jamy opłucnowej z atmosferą i powietrze swobodnie wpływa i wypływa  z opłucnej przy każdym ruchu oddechowym.
3. odma zastawkowa – w wyniku urazu powstaje jednokierunkowa możliwość wlotu powietrza do opłucnej. Rana powłok lub pęknięcie tkanki płucnej tworzy zastawkę, przez którą powietrze wpływa do opłucnej i nie może się cofnąć. Ciśnienie w opłucnej wzrasta.

## Trzepotanie śródpiersia
Polega na przesuwaniu się śródpiersia wskutek zmian ciśnienia wywołanych oddechem zdrowego płuca. Podczas wdechu, w zdrowej klatce piersiowej, ciśnienie w jamie opłucnej obniża się, a w czasie wydechu podnosi się równocześnie po obu stronach. W odmie otwartej, po urazie w zranionej opłucnej panuje stałe ciśnienie, a druga strona wykonuje gwałtowne ruchy oddechowe, ponieważ chory odczuwa duszność. Ciągłe zmiany ciśnienia przesuwają śródpiersie na boki.

## Oddech opaczny
Inaczej oddech paradoksalny. Gdy ranny wykonuje wdech zdrowym płucem to zasysa powietrze nie tylko z tchawicy, ale również z płuca wyłączonego z oddychania. Podczas wydechu, analogicznie powietrze będzie wydychane przez tchawicę i do chorego płuca. Płuco w uszkodzonej części klatki piersiowej będzie wykonywało ruchy odwrotne do oddechowych. Zamiast wymiany gazowej, część powietrza wędruje z jednego płuca do drugiego pogarszając i tak już upośledzoną wentylację.
Zaburzenia tego typu mogą w krótkim czasie doprowadzić do zgonu chorego z powodu niewydolności oddechowej, jeżeli połączenie opłucnej z atmosferą nie zostanie zamknięte.